# O noapte de vis/Fratele meu Charles
O noapte de vis/Fratele meu, Charles este numele unui disc de vinil lansat în anul 1988 care cuprinde două înregistrări radio ale două piese de teatru, "O noapte de vis" și "Fratele meu, Charles", ambele de Edmond Deda. Prima piesa este bazată pe comedia "Visul unei nopți de vară", iar cea de-a doua își bazează libretul pe comedia "Școala bârfelilor". Ambele piese sunt muzicaluri.
În "O noapte de vis" interpretează actori precum Alexandru Arșinel, Edmond Deda, Ion Caramitru, Matei Alexandru, Mișu Fotino, Mitică Popescu, Rodica Mandache, Rodica Popescu-Bitănescu, Stela Popescu și Tamara Buciuceanu. De regia artistică s-a ocupat Dan Puican, libretul a fost realizat de Mircea Popescu, libretul după comedie de Tudor Mușatescu, iar textele cântecelor au fost compuse de Ovidiu Dumitriu.
În cea de-a două piesă, rolurile principale sunt interpretate de Angela Similea, Cella Tănăsescu, Cristian Popescu, Dem Rădulescu, Mihai Mălaimare, Rodica Tapalagă, Sorin Gheorghiu, Tricy Abramovici, Valeria Gagealov, Virgil Ogășanu și Ștefan Mihăilescu-Brăila. De regia artistică s-a ocupat Alexandru Darian, libretul a fost creat de Alecu Popovici, libretul după comedie de Richard Sheridan și textele cântecelor au fost compuse de Cella Tănăsescu, care joacă și în piesă. Aceasta a fost a doua piesă de teatru în care a participat Angela Similea, după muzicalul Corina.

## Credite
- Regia muzicală – Romeo Chelaru
- Postprocesare – Elis Schäfer
- Grafica – Dana Schobel-Roman
- Note – Doru Popovici
- Libretul, conductor, conducerea muzicală – Edmond Deda
- Orchestra – Orchestra Edmond Deda
- Redactor de disc – Ștefan Bonea
- Regia de studio – Rodica Leu
- Regia tehnică – Ing. Andrei Sireteanu[2]